# Нирей
Нирей е името на двама герои от древногръцката митология.
- Нирей – син на Посейдон и Канака.
- Нирей – син на Аглая и Хароп, цар на Сими[1]. Сражава се на страната на гърците по време на Троянската война, като предвожда 3 кораба[1].

- 173086 Нирей е името на астероид.

В гръцката митология Нирей е бил цар на остров Симе, според Диодор Сикул и на част от Книдия и е един от ахейските водачи в Троянската война.

## Биография
Нирей е син на цар Хароп и Аглая. Считан е за най-красив от гърците, след Ахил. Убит е от Еврипил. Смята се, че Нирей е бил сред ухажорите на Елена и това е и една от причините да се включи в Троянската война. Във военния конфликт с царя на Мизия - Телеф, възникнал по пътя за Троя (по време на първия неуспешен опит да се достигне до града), той убил съпругата на Телеф - Хиера, която се сражавала „като амазонка“. Друг разказ за Нирей, който „беше най-красивият човек дошъл при Илион“, е тази за неговата любов към Херакъл. Птолемей добавя, че някои автори са превърнали Нирей в син на Херакъл. Нирей се е отличавал с физическа сила и е убит или от Еврипил, син на Телеф или от Еней. Има предположение и че Нирей е оцелял в Троянската война, попаднал е в бурята, разпръснала гръцките кораби на връщане, попаднал е първо в Либия, а след това това е отплавал към Аргириной и Караунските планини, където се е заселил в близост до планината Алкминион и реката Ая.